# Воронко Йосип Якович
Йо́сип Я́кович Воро́нко (Язеп Варонка, Воро́нков; біл. Язэп Варонка; 4 (17) квітня 1891, Сокольський повіт, Гродненської губернії (Литовське генерал-губернаторство) — 4 червня 1952, США) — поет і журналіст, білоруський політичний діяч (БНР). Політичний емігрант у Литві та США.

## Рані роки
Був вільним слухачем юридичного факультету Санкт-Петербурзького університету; був відрахований за невнесення платні (1914). Брав участь у другому «Всеросійському студентському збірнику» (1911) під редакцією Володимира Унковського. Був співробітником петербурзької газети «Воскресная вечерняя газета», журналів «Зритель», «Театральное обозрение», був секретарем редакції газети «Столичные вести».

## Політична діяльність
У 1917 став членом ЦК Білоруської соціалістичної громади, представляв білоруські організації в Державній нараді, входив до складу Тимчасової ради Російської республіки (Передпарламент), потім був комісаром юстиції та внутрішніх справ Великої Білоруської ради (1917), головою Народного секретаріату Білорусі (1918); один з ініціаторів проголошення Білоруської Народної Республіки. Редактор газети «Белорусская земля», журналу «Варта» (Мінськ), газети «Белорусский народ» (Гродно, російською та білоруською мовою).
У 1918 оселився в Каунасі. Став міністром у справах білорусів в уряді Литовської Республіки (1918–1920), з весни 1921 — голова білоруського Червоного Хреста, з осені 1922 — голова Білоруської громади в Каунасі.
Одночасно редактор білоруського журналу «Часопис» (Каунас, 1919–1920) і редактор-видавець щоденної газети російською мовою «Вольная Литва» (червень 1921 — лютий 1922, з перервами) та її додатку журналу «Зеркало» (1921). Свої вірші у виданнях російською мовою підписував псевдонімом Юрій Вєгов.
Автор пропагандистських брошур «Білоруське питання до моменту Версальської мирної конференції. Історико-політичний нарис» (Каунас, 1919), «Беларускі рух ад 1917 да 1920 году. Кароткі агляд. 2 выд.» (Каунас, 1920), «Gudų klausimas».

## Пізні роки
У 1923 виїхав до США, жив у Чикаго. Очолював Білорусько-американську національну асоціацію, входив до складу керівництва Білорусько-американської національної ради, видавав газету «Білоруська трибуна», вів білоруські та російські програми на радіо.